# Otto Eppenstein

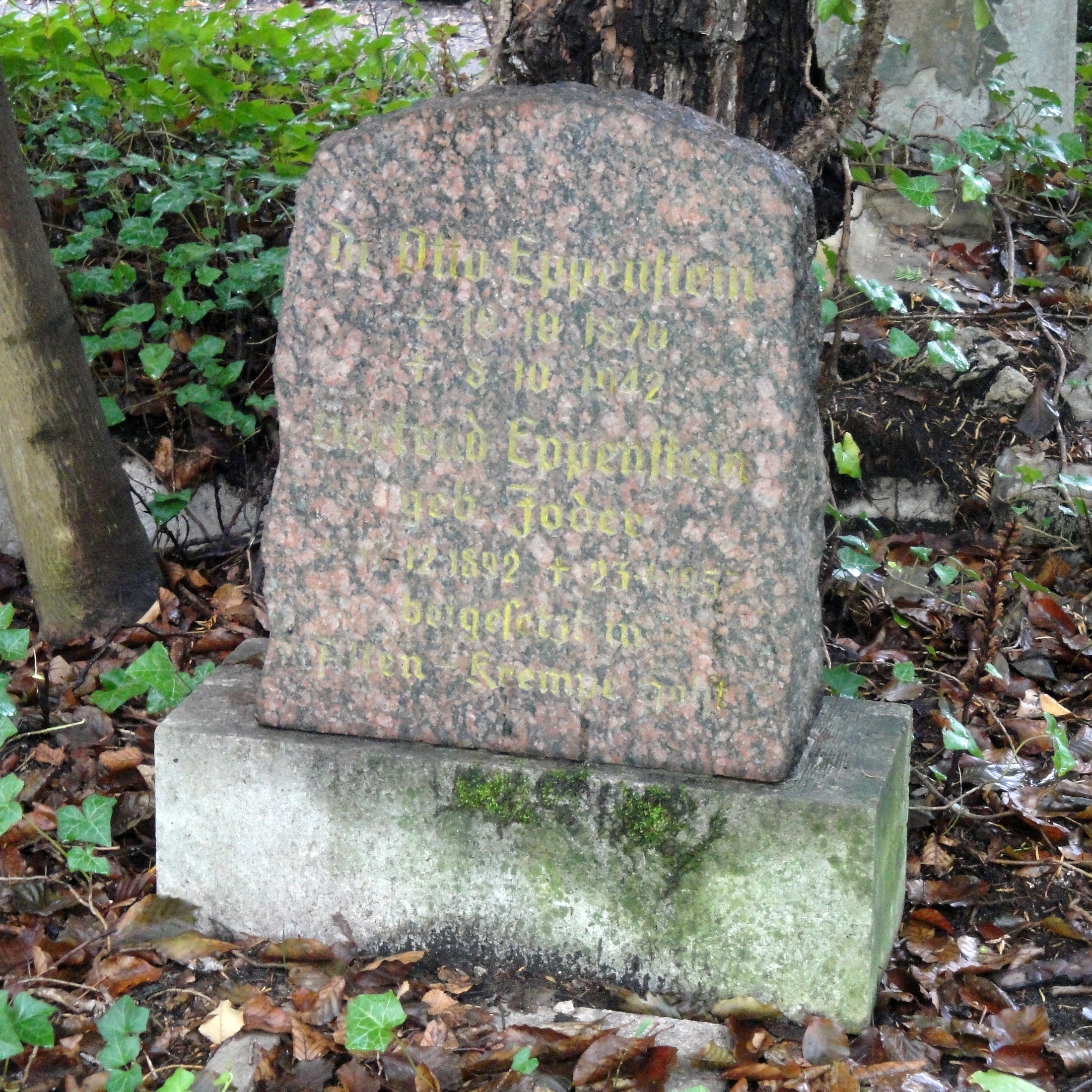
Grabstein von Otto Eppenstein auf dem Johannisfriedhof in Jena

Martin Otto Eppenstein (* 7. Oktober 1876 in Breslau; † 7. Oktober 1942 in Jena) war ein deutscher Physiker im Fachbereich Optik.

## Leben und Wirken
Otto Eppenstein wurde 1876 als Sohn des jüdischen Kaufmanns Richard Eppenstein (1848–1909) und seiner Frau Marie (1856–1931), die beide aus Kaufmannsfamilien stammten, in Niederschlesien geboren. Das Abitur absolvierte er 1894 am St. Johannes-Gymnasium in Breslau. Danach studierte an den Universitäten Heidelberg, Breslau, Wien und Jena Physik und Mathematik. 1900 wurde er in Jena mit der Dissertation „Über die Dampfdruckerniedrigung verdünnter Lösungen“ promoviert. Danach war er als Assistent an der Station für Erdbebenforschung der Jenaer Universitätssternwarte tätig.
Von 1907 bis 1942 leitete Eppenstein die Entfernungsmesserabteilung der Carl Zeiss AG. Er arbeitete dabei mit zahlreichen Wissenschaftlern, Technikern und den Sachverständigen des Heeres, der Marine und später der Luftwaffe zusammen. Diese Tätigkeit unterbrach er im Ersten Weltkrieg durch freiwilligen Kriegsdienst. 1919 musste die Abteilung zeitweise ihren Betrieb einstellen. Eppenstein betreute in dieser Zeit und bis 1938 neben der Entfernungsmesserabteilung die neu gegründete Feinmessabteilung.
1924 konvertierte Otto Eppenstein zum Christentum und wurde durch die Taufe, die Pfarrer August César (1863–1959) vornahm, Mitglied der evangelisch-lutherischen Kirche. Dennoch galt er in der Zeit des Nationalsozialismus als Jude. Gegen alle Angriffe von außen wurde Eppenstein durch die Unternehmensleitung jedoch in seiner Position belassen.
Eppenstein pflegte viele Freundschaften, zum Beispiel mit Ernst Wandersleb, Felix Auerbach, August Kotthaus und dem Gerichtsmediziner Ernst Giese. Zeiss-Chef Kotthaus und Giese haben dabei wahrscheinlich durch ihr Eintreten eine Deportation Eppensteins in ein Konzentrationslager bis zu seinem Tode verhindert.
Eppensteins Leistungen als Forscher und Erfinder spiegelt sich in 79 Patenten wider. Seine Erfindungen bezogen sich zumeist auf Entfernungsmessgeräte, deren Einzelteile, Justierung und Zusatzgeräte. So meldete er ab 1919 Patente auf kinematographische Geräte und beim Aufbau der Feinmessabteilung auf Einrichtungen zum Prüfen und Messen von Gewinden, Maßstäben, Parallelkoordinaten, auf eine Längenmessmaschine und andere feinmesstechnische Apparate an. 1922 entwickelte er eine Längenmessmaschine nach dem Eppenstein-Prinzip.
Otto Eppenstein verstarb mit Vollendung seines 66. Lebensjahres am 7. Oktober 1942 in Jena und wurde auf dem Johannisfriedhof bestattet.

## Ehrungen
In Jena wurde nach 1991 in der Beethovenstraße 44, Eppensteins letztem Wohnhaus, eine Gedenktafel angebracht. Die Stadt benannte 2012 eine Straße im Technologiepark Jena21 nach Eppenstein.

## Schriften (Auswahl)
- Otto Eppenstein: Über die Dampfdruckerniedrigung verdünnter wässriger Lösungen. Dissertation. Friedrich-Schiller-Universität Jena, 1900. (Ausschnitte online)
- Siegfr Czapski, Otto Eppenstein: Grundzüge der Theorie der optischen Instrumente nach Abbe. Johann Ambrosius Barth, 1924.